# Thomas E. Stewart
Thomas Elliott Stewart (* 22. September 1824 in New York City; † 9. Januar 1904 ebenda) war ein US-amerikanischer Jurist und Politiker. Zwischen 1867 und 1869 vertrat er den Bundesstaat New York im US-Repräsentantenhaus.

## Werdegang
Thomas Elliott Stewart wurde in New York City geboren und wuchs dort auf. Er schloss seine Vorbereitungsstudien ab und studierte dann Jura. Seine Zulassung als Anwalt erhielt er 1847 und begann dann, in New York City zu praktizieren. 1854 war er Mitglied im Bildungsausschuss. Er saß in den Jahren 1865 und 1866 in der New York State Assembly. Politisch gehörte er der Republikanischen Partei an. Zwischen 1866 und 1868 war er Mitglied des Republican State Committee.
Bei den Kongresswahlen des Jahres 1866 wurde Stewart als konservativer Republikaner im sechsten Wahlbezirk von New York in das US-Repräsentantenhaus in Washington, D.C. gewählt, wo er am 4. März 1867 die Nachfolge von Henry J. Raymond antrat. Da er auf eine erneute Kandidatur zwei Jahre später verzichtete, schied er nach dem 3. März 1869 aus dem Kongress aus.
Danach kehrte er nach New York City zurück, wo er wieder seiner Tätigkeit als Anwalt nachging. 1872 hatte er den Vorsitz über das Liberal Republican General Committee in New York City. Zwischen 1874 und 1876 war er als Park Commissioner in New York City tätig. Er verstarb am 9. März 1904 in New York City und wurde dann auf dem Center Cemetery in New Milford (Connecticut) beigesetzt.